# Скакандій Василь Юлійович
Василь Юлійович Скакандій (4 березня 1941, Середнє — 6 лютого 2020, Ужгород) — український художник; член Спілки радянських художників України з 1968 року. 

## Біографія
Народився 4 березня 1941 року в селі Середньому (нині Ужгородського району, Закарпатської області, України). Крім нього у сім'ї було ще два брати, Іван та Юлій. Всі троє стали художниками.
Першу роботу створив, навчаючись в студії З.Баконія.
В 1965 році закінчив графічний факультет Київського державного художнього інституту (сьогодні Національна академія образотворчого мистецтва і архітектури). Учень Василя Касіяна, Івана Селіванова і Георгія Якутовича.
Після закінчення інституту в 1965—1967 — художній редактор українського республіканського видавництва «Карпати».
Член Союза художників СРСР з 1968 року. Учасник обласних художніх виставок з 1965 року, всеукраїнських — з 1966 року, зарубіжних — з 1972 року.
Учасник міжнародних пленерів з 1982 року.
В 2000—2004 викладав малюнок, живопис і композицію студентам Ужгородського коледжу мистецтва ім. А. Єрделі, з 2004 року викладач Закарпатського художнього інституту.
24 березня 2016 року пройшла ювілейна ретроспективна виставка В.Скакандія, на якій були представлені живопис та графіка, зокрема портрети, історичні картини, акварелі.
З 5 вересня 2017 р. по 24 вересня 2017 р. в Ужгороді проходила персональна виставка книжкової графіки Василя Скакандія. Художник представив більше 30 графічних робіт, які було створено за 40 років роботи у видавництві «Карпати».
|  | Колись я працював над цими ліногравюрами та ескізами вдень і вночі, не знаючи втоми, бо мною рухало бажання творити. |

зазначив художник на відкритті виставки.

## Обрані роботи
Серія офортів:
- «Олекса Борканюк» (1965),
- ліногравюри: «Легенди Карпат» (1967), «За мотивами народних пісень Закарпаття» (1968);
- портрет В. Стефаника (1970);
- ілюстрація до поеми «Апостол» Ш. Петефі (1968) та ін.

## Нагороди і премії
- Закарпатська обласна премія імені Дмитра Вакарова за 1969 рік;
- Республіканська премія ЛКСМУ імені Миколи Островського за 1970 рік;,
- Заслужений художник Української РСР з 1990 року[4];
- Народний художник України з 2007 року[5];
- Закарпатська обласна премія імені Йосипа Бокшая і Адальберта Єрделі за 2000 і 2010 роки.